# 沖縄県立中部商業高等学校
沖縄県立中部商業高等学校（おきなわけんりつ ちゅうぶしょうぎょうこうとうがっこう）は、沖縄県宜野湾市我如古二丁目にある県立商業高等学校。

## 学科
- 総合ビジネス科
- 情報ビジネス科
- 国際ビジネス科
- 生涯スポーツ科

## 沿革
- 1965年4月 - 琉球政府立中部商業高等学校として開校
- 1972年 - 日本復帰により沖縄県に移管
- 1995年 - 生涯スポーツ科を設置
- 2002年 - 野球部が第84回全国高等学校野球選手権大会に初出場（初戦敗退）。
- 2004年 - 野球部が第86回全国高等学校野球選手権大会に2年ぶり2度目の出場（初戦敗退）。

## 著名な卒業生
- 星野賀代（元・女子バレーボール）
- 仲里周磨（プロボクサー）
- カズタ(韓国アイドル・ n.SSign リーダー)
- YAMATO（ORANGE RANGE･High Vox）※それ以外のメンバーは沖縄県立北谷高等学校卒業
- 糸数敬作（元プロ野球選手・北海道日本ハムファイターズ）
- 金城宰之左（元プロ野球選手・広島東洋カープ）
- 屋宜照悟（元プロ野球選手・東京ヤクルトスワローズ）
- 山川穂高（プロ野球選手・福岡ソフトバンクホークス）
- 多和田真三郎（元プロ野球選手・埼玉西武ライオンズ）
- 前田純（プロ野球選手・福岡ソフトバンクホークス）
- 宮城竜輝（プロ野球選手・堺シュライクス）
- 山城美貴（中京大学ハンマー投）
- 座安琴希（女子バレーボール選手-久光製薬スプリングス所属）
- 仲松美勇士クリシュナ（ラグビー選手・元パナソニック ワイルドナイツ）

## 交通アクセス
バス
| 運行事業者   | 路線・系統                                                                                  | 中部商業高校前バス停の位置 |
| ------------ | ------------------------------------------------------------------------------------------- | -------------------------- |
| 那覇バス     | 97番・琉大（首里）線                                                                        | 正門前                     |
| 那覇バス     | 25番・普天間空港線                                                                          | 国道330号側                |
| 琉球バス交通 | 21番・新都心具志川線 88番・宜野湾線 90番・知花（バイパス）線                                | 国道330号側                |
| 沖縄バス     | 27番・屋慶名（大謝名）線 80番・与那城線 227番・屋慶名おもろまち線 52番・与勝線 61番・前原線 | 国道330号側                |